# Голиківська сільська рада
| Голиківська сільська рада — колишній орган місцевого самоврядування у Олександрівському районі Кіровоградської області з адміністративним центром у с. Голикове. Сільській раді були підпорядковані населені пункти: - с. Голикове - с. Кримки |

## Склад ради
Рада складалася з 14 депутатів та голови.

### Керівний склад ради
| ПІБ                          | Основні відомості                                                 | Дата обрання | Дата звільнення |
| ---------------------------- | ----------------------------------------------------------------- | ------------ | --------------- |
| В'юник Володимир Пилипович   | Сільський голова, 1942 року народження, освіта, безпартійний      | 26.03.2006   | 31.10.2010      |
| Смалиус Володимир Михайлович | Сільський голова, 1951 року народження, освіта вища, безпартійний | 31.10.2010   |                 |

Примітка: таблиця складена за даними джерела

## Населення
Згідно з переписом УРСР 1989 року чисельність наявного населення сільської ради становила 989 осіб, з яких 389 чоловіків та 600 жінок.
За переписом населення України 2001 року в сільській раді мешкало 876 осіб.

### Мова
Розподіл населення за рідною мовою за даними перепису 2001 року:
| Мова       | Відсоток |
| ---------- | -------- |
| українська | 97,03 %  |
| російська  | 2,63 %   |
| молдовська | 0,34 %   |